# Yamaびこラジオ
『yamaびこラジオ』（ヤマびこラジオ）は、JFN（JFNC制作）が2023年4月1日より放送しているラジオ番組である。
番組ハッシュタグは「#yamaびこラジオ」。

## 概要
ミュージシャンのyamaにとって初となる冠ラジオ番組。なお、yamaは2022年4月から3月にかけて「Good VibeSOUP」（JFN系）のパーソナリティを務めていた。
全ネット局での放送終了後、「yamaびこリフレイン」と題し、放送後の会話をAuDee限定のポッドキャストで配信している。
当番組ではラジオネームをアルペンネームと呼んでいる。メール投稿の際は、メッセージフォームにコーナー名を記載すると、スタッフ側から確認しやすい。開始当初、番組内で投稿が採用された者にはyamaのサイン入り番組ステッカーがプレゼントされていたが、のちに、「ふつおた」が読まれたリスナーにはサイン入り番組ステッカー、各コーナーで採用されたリスナーにはyamaがデザインした、番組オリジナル缶バッジに変更された。
- CMフィラー（前編）
  - Nohidea「Shine」※CM中はフル音源で放送される。
- CMフィラー（後編）
  - Nohidea「Butterflies」

## コーナー
2025年（令和7年）4月現在
フリーメッセージ
yamaに聞きたいことや、yamaに関するメールを募集。
yamaのぼやきメモ（リスナーver）
常日頃メモしていることを募集する。
どっちの選択SHOW!
2択の質問を募集する。
yama 和尚の一問一答
リスナーからの悩み相談にyamaが答える。
目撃!こんな人レポート!※不定期
身の回りにいる人との印象的なエピソードを募集。
yamaのぼやきメモ（yamaバージョン）※不定期
yamaが日頃からスマホにメモしている、日常でふと思ったこと、不満、その時々に抱いたとりとめもないぼやきを確認する。
3択クイズ※不定期
yamaがトークテーマが記載されている3枚のカードのなかから1枚を引き、そのテーマについて話す。
目指せ納豆マスターへの道!※不定期
2025年、番組内で「納豆検定を取る」と目標を立てたyamaが、全国納豆協同組合連合会が毎年夏頃に実施している「納豆真打検定」にいつか合格する日のために様々な納豆知識を身につけていく、というクイズコーナー。リスナーからの、納豆にまつわるメッセージも募集している。
新しいコーナーの提案
新しいコーナー案を募集する。提案は番組やAuDeeの番組記事内で随時紹介される。

### 過去のコーナー
2023年（令和5年）4月からスタート
みんなの登山日記
今頑張っていること、これから頑張りたいことについて、達成状況を登山になぞらえ「○合目」として募るコーナー。
みんなのEvergreen
「Evergreen」とは不朽の名作、時代を超えて愛される作品のこと。リスナーにとっての「Evergreen」な音楽、映画、小説などを理由と共に紹介する。
yamaびこリサーチ
番組スタッフがが独自にリサーチした、知的好奇心をくすぐられそうな情報を紹介し、yamaが「面白い」→「そこそこ」→「いまいち」の段階で判定する。

## ネット局
2025年7月現在、放送時間の早い順から記載。全局「radiko」や「radiko.jpプレミアム」で聴取可能。

### 現在
| 放送対象地域 | 放送局名                         | 放送時間               | 備考             |
| ------------ | -------------------------------- | ---------------------- | ---------------- |
| 石川県       | エフエム石川（HELLO FIVE）       | 毎週土曜 21:00 - 21:30 | 放送基準日       |
| 宮城県       | エフエム仙台（Date fm）          | 毎週土曜 12:00 - 12:25 | 放送基準日       |
| 香川県       | エフエム香川（FM香川）           | 毎週土曜 12:30 - 12:55 | 放送基準日       |
| 秋田県       | エフエム秋田（AFM）              | 毎週土曜 19:00 - 19:30 | 放送基準日       |
| 福井県       | エフエム福井（FM FUKUI）         | 毎週土曜 19:00 - 19:30 | 放送基準日       |
| 徳島県       | エフエム徳島（FM TOKUSHIMA）     | 毎週土曜 19:30 - 19:55 | 放送基準日       |
| 広島県       | 広島エフエム放送（HFM）          | 毎週土曜 20:00 - 20:30 | 放送基準日       |
| 鹿児島県     | エフエム鹿児島（μFM）            | 毎週土曜 20:30 - 20:55 | 放送基準日       |
| 長野県       | エフエム長野（FM NAGANO）        | 毎週土曜 20:30 - 20:55 | 放送基準日       |
| 兵庫県       | 兵庫エフエム放送（Kiss FM KOBE） | 毎週日曜 1:00 - 1:30   | 以下、ネット遅れ |
| 岐阜県       | エフエム岐阜（FM GIFU）          | 毎週日曜 5:30 - 6:00   | 以下、ネット遅れ |
| 青森県       | エフエム青森（AFB）              | 毎週日曜 18:30 - 18:55 | 以下、ネット遅れ |
| 三重県       | エフエム三重（Radio3 FM MIE）    | 毎週月曜 20:30 - 21:00 | 以下、ネット遅れ |
| 栃木県       | エフエム栃木（RADIO BERRY）      | 毎週月曜 21:30 - 21:55 | 以下、ネット遅れ |
| 富山県       | 富山エフエム放送（FMとやま）     | 毎週月曜 21:30 - 22:00 | 以下、ネット遅れ |
| 山形県       | エフエム山形（Rhythm Station）   | 毎週火曜 21:00 - 21:30 | 以下、ネット遅れ |
| 長崎県       | エフエム長崎（FM Nagasaki）      | 毎週火曜 21:30 - 21:55 | 以下、ネット遅れ |
| 宮崎県       | エフエム宮崎 （JOY FM）          | 毎週火曜 21:30 - 21:55 | 以下、ネット遅れ |
| 沖縄県       | エフエム沖縄（FM-Okinawa）       | 毎週火曜 21:30 - 21:55 | 以下、ネット遅れ |
| 山口県       | エフエム山口（FMY）              | 毎週水曜 20:00 - 20:30 | 以下、ネット遅れ |
| 島根県       | エフエム山陰（V-air）            | 毎週水曜 21:00 - 21:30 | 以下、ネット遅れ |
| 鳥取県       | エフエム山陰（V-air）            | 毎週水曜 21:00 - 21:30 | 以下、ネット遅れ |
| 福島県       | エフエム福島（ふくしまFM）       | 毎週水曜 21:30 - 21:55 | 以下、ネット遅れ |
| 熊本県       | エフエム熊本（FMK）              | 毎週木曜 20:30 - 20:55 | 以下、ネット遅れ |
| 高知県       | エフエム高知（Hi-Six）           | 毎週木曜 21:00 - 21:30 | 以下、ネット遅れ |
| 滋賀県       | エフエム滋賀（e-radio）          | 毎週金曜 20:30 - 20:55 | 以下、ネット遅れ |
| 新潟県       | エフエム新潟（FM-NIIGATA）       | 毎週金曜 20:30 - 20:55 | 以下、ネット遅れ |
| 大分県       | エフエム大分（Air-Radio FM88）   | 毎週金曜 20:30 - 20:55 | 以下、ネット遅れ |
| 群馬県       | エフエム群馬（FM GUNMA）         | 毎週金曜 20:30 - 20:55 | 以下、ネット遅れ |

### 過去のネット局
- FM佐賀（FMS）日曜 22:30～22:55
- 岡山エフエム（OKAYAMA FM）土曜 19:00 - 19:30
- エフエム岩手（FM IWATE）土曜 18:30 - 19:00 → 24:30 - 25:00（日曜深夜）
- エフエム愛知（FM AICHI）火曜 21:00 - 21:30
- InterFM897（JFN特別加盟局）0:00 - 0:30（木曜深夜）→ 2:30 - 3:00（水曜深夜）

## 特別企画
- 2024年11月9日からの放送回をもって、「Good Vibe SOUP」時代からの担当ディレクターが番組を離れることとなった。当該回では、担当ディレクターの選曲を中心に放送した[9]。なお、「yamaびこリフレイン」では、オンエアされた音声を聴くことができる[10]。

- 2024年11月8日から11月22日までの間、「Life is Beautifulと感じた瞬間」というメッセージテーマを設定し、リスナーから「人生って美しいな、素晴らしいな」と思った瞬間や出来事を募集した。12月9日から順次放送された[11][12]。
- 2024年11月27日から12月8日までの間、「2025年の目標」というメッセージテーマを設定し、リスナーから「あなたが来年2025年に達成したい、目標や野望」を募集した。2025年1月4日から順次放送された[13]。
- 2025年1月16日から1月20日までの間、「甘かった話」というメッセージテーマを設定し、「甘い思い出、甘いお菓子のこと、詰めが甘かった話など「甘い」話ならなんでもOK」というテーマのもと、メッセージを募集した[14]。
- 2025年6月11日から2025年6月13日までの間、「上半期個人的トレンド大賞」というメッセージテーマを設定し、今年上半期に自分や周辺で流行した「言葉」「グルメ」「グッズ」などをテーマのもと、メッセージを募集した[15]。

## ゲスト
- #93 - くじら
- #119 -有島コレスケ